# Butcher's Crossing
Pour plus de détails, voir Fiche technique et Distribution.
Butcher's Crossing est un western américain co-écrit et  réalisé par Gabe Polsky, sorti en 2022.
Il s'agit d'une adaptation du roman du même nom de John Edward Williams publié en 1960.

## Synopsis
1874. Will Andrews est le fils d'un pasteur. Un peu naïf, le jeune homme abandonne ses études à Harvard pour se rend à Butcher's Crossing. Cette petite ville frontalière du Kansas ne survit que grâce au commerce des peaux de bisons. Will, qui souhaite voir du pays, veut à tout prix découvrir le Far West. Le jeune voit un certain romantisme à partir à la chasse au bison. Il prend alors contact avec McDonald, une vieille connaissance de son père. Mais ce dernier refuse de l'engager car son activité est en berne. Will rencontre alors Miller, un chasseur de bisons expérimenté qui lui révèle l'existence d'un col isolé dans le Colorado où se trouve l'un des rares troupeaux restants. Malgré divers avertissements sur l'état de santé mentale de Miller et de la folie de cette entreprise, Will consacre tout son argent au financement de l'expédition.

## Fiche technique
Sauf indication contraire, les informations mentionnées dans cette section peuvent être confirmées par la base de données cinématographiques IMDb,  présente dans la section « Liens externes ».
- Titre original : Butcher's Crossing
- Réalisation : Gabe Polsky (en)
- Scénario : Gabe Polsky (en) et Liam Satre-Meloy, d'après le livre de John Edward Williams
- Musique : Leo Birenberg
- Décors : Laura Lovo
- Costumes : Yvonne Reddy
- Photographie : David Gallego
- Montage : Nick Pezzillo
- Production : Gabe Polsky (en), Molly Conners, Amanda Bowers, Will Clarke, Andy Mayson et Nicolas Cage
- Sociétés de distribution : ACE Entertainment (France), Saban Films (États-Unis)
- Budget : n/a
- Pays de production :  États-Unis
- Langue originale : anglais
- Format : couleur
- Genre : western, drame
- Durée : 105 minutes
- Dates de sortie[3] :
  - Canada : 9 septembre 2022 (festival de Toronto)
  - États-Unis : 20 octobre 2023 (en salles)
  - France : 16 décembre 2023 (diffusion sur Canal+)
- Classification[4] :
  - États-Unis : R
  - France : interdit aux moins de 10 ans[5]

## Distribution
- Nicolas Cage (VF : Nicolas Marié) : Miller
- Fred Hechinger (VF : Benjamin Bollen) : Will Andrews
- Jeremy Bobb (VF : Frédéric Souterelle) : Fred Schneider
- Paul Raci (en) : McDonald
- Xander Berkeley (VF : Stefan Godin) : Charlie Hoge
- Rachel Keller : Francine

## Production
Un projet d'adaptation du roman Butcher's Crossing (1960) de John Edward Williams est évoqué dès 2009 avec Sam Mendes à la réalisation et Joe Penhall au scénario. Il sera finalement repris quelques années plus tard par Gabe Polsky.
Tye Sheridan et Alex Wolff ont été envisagés pour incarner  Will mais Gable Polsky voulait un acteur plus jeune.
Le tournage débute en octobre 2021. Il se déroule dans le Montana (réserve indienne des Pieds-Noirs, Nevada City (en), parc national de Glacier).

## Sortie et accueil

### Dates de sortie et diffusion
En septembre 2021, il est annoncé que Saban Films a acquis les droits de distribution en Amérique du Nord, Australie, Nouvelle-Zélande, Afrique du Sud, France, Allemagne, Autriche, Suisse et Scandinavie, alors Altitude Film Distribution distribuera le film au Royaume-Uni et en Irlande.
Butcher's Crossing est présenté en avant-première mondiale au festival international du film de Toronto le 9 septembre 2022. Il sort ensuite dans les salles américaines le 20 octobre 2023. En France, il est diffusé le 16 décembre 2023 sur Canal+.

### Critique
Sur le site d'agrégation de critiques Rotten Tomatoes, le film obtient 74% d'avis favorables, pour 57 critiques et une note moyenne de 5,9⁄10. Le consensus suivant résumé les avis collectés : « Butcher's Crossing bénéficie de la performance de Nicolas Cage, ce qui contribue à rendre ce western largement passe-partout plus convaincant qu'autrement. » Sur le site Metacritic, qui utilise une moyenne pondérée, le film obtient la note de 55⁄100 pour 14 critiques.
La critique du site français Écran large souligne les qualités du scénario « La vraie force du scénario apparait dans sa conclusion, elle aussi anti-spectaculaire, mais d'une ironie morbide. » mais regrette certains aspects de la mise en scène « Dommage que la mise en scène n'appuie pas plus franchement cette frustration, pour faire de Butcher's Crossing non pas seulement une bonne adaptation, mais un grand film désespéré. ».